# Однорідне рівняння
Однорідним рівнянням n-го степеня, називається рівняння виду:
{\displaystyle c_{0}\cdot f(x)^{n}+c_{1}\cdot f(x)^{n-1}\cdot g(x)+c_{2}\cdot f(x)^{n-2}\cdot g(x)^{2}+\ldots +c_{n-1}\cdot f(x)\cdot g(x)^{n-1}+c_{n}\cdot g(x)^{n}=0.}
Таке рівняння після виключення окремого випадку  {\displaystyle g(x)=0}  і ділення рівняння на  {\displaystyle g(x)^{n}}  зводиться шляхом заміни  {\displaystyle {\frac {f(x)}{g(x)}}=t}  до алгебраїчного рівняння {\displaystyle n}-ого степеня
{\displaystyle c_{0}t^{n}+c_{1}t^{n-1}+c_{2}t^{n-2}+\ldots +c_{n-1}t+c_{n}=0.}